# Gosia Andrzejewicz
Gosia Andrzejewicz, nombre real Małgorzata Andrzejczuk, (nacida el 14 de enero de 1984 en Bytom, Polonia) es una cantante de pop polaca.

## Biografía
La música la acompaña desde niña, iniciándose en el colegio en su Bytom natal, donde solía ser la voz principal en diversos actos escolares. Posteriormente viajó a través de toda Polonia para participar en concursos musicales para jóvenes, habiendo ganado más de 30, algunos de ellos de ámbito nacional.
Su mayor experiencia musical de esa época es el concierto que da en el Palacio de Congresos de Varsovia ante una audiencia de unas 3.000 personas, donde descubre su vocación de transmitir sus emociones a través de la música.
Durante unas vacaciones en Florencia, para mejorar sus habilidades lingüísticas, es descubierta por Goffredo Orlandi, compositor y ganador del Festival de San Remo, quien se convierte en compositor y el productor del primer álbum de Gosia.
De voz suave y cálida, sus mayores éxitos en su Polonia natal son "Pozwól Żyć", "Słowa" y "Trochę Ciepła".

## Discografía

### Álbumes

#### De estudio
- Gosia Andrzejewicz (2005)
- Gosia Andrzejewicz Plus (2006)
- Lustro (2006)
- Zimno? Przytul mnie! (2007)
- Wojowniczka (2009)

#### Recopilatorios
- Best Of (2007)

### Sencillos
- Miłość ("Amor") (2005)
- Pozwól Żyć ("Deja vivir") (2006)
- Słowa ("Palabras") (2006)
- Trochę Ciepła ("Un poquito caliente") (2006)
- Lustro ("Espejo") (2007)
- Siła marzeń ("El poder de los sueños") (2007)
- Magia świąt ("La magia de la Navidad") (2008)

## Sencillos
| Año  | Tema                                               | Posición | Álbum                                   |
| Año  | Tema                                               | PL       | Álbum                                   |
| ---- | -------------------------------------------------- | -------- | --------------------------------------- |
| 2002 | "Miłość"                                           | -        |                                         |
| 2005 | "Dangerous Game"                                   | -        | Eurovision                              |
| 2005 | "Pozwól Żyć"                                       | 5        | Plus                                    |
| 2006 | "Słowa"                                            | 1        | Plus                                    |
| 2006 | "Trochę Ciepła"                                    | 1        | Lustro                                  |
| 2007 | "Lustro"                                           | 7        | Lustro                                  |
| 2007 | "Siła Marzeń"                                      | -        | Lustro                                  |
| 2008 | "You Can Dance" (DJ Remo feat. Gosia Andrzejewicz) | -        | You Can Dance                           |
| 2008 | "Wstawaj, szkoda dnia"                             | -        | RMF FM Najlepsza muzyka po polsku Vol.2 |